# Золотовская, Галина Владимировна
Галина Владимировна Золотовская (род. 12 декабря 1934, Речица) — советский, российский и белорусский иллюстратор, художник-аниматор.

## Биография
Галина родилась 12 декабря 1934 года в белорусском городе Речица Гомельской области.
Переехала в Москву и училась в МСХШ или МСХIШ (1948-1955) у Н. И. Андрияки и А. О. Барща на курсах художников — мультипликаторов.
Большую часть жизни работала на киностудии «Союзмультфильм».

## Творческие работы

### Художник-постановщик
- «Загадочная планета» (1974)
- «Нарисовать начало» (1975)
- «Раз — горох, два — горох…» (1981)
- «Охотник и его сын» (1982)
- «Весёлая карусель № 16. Игра» (1985)

### Художник-мультипликатор
- «Янтарный замок» (1959)
- «Скоро будет дождь» (1959)
- «День рождения» (1959)
- «Ключ» (1961)
- «Бабушкин козлик. Сказка для взрослых» (1963)
- «Мы такие мастера» (1963)
- «Шутки» (1963)
- «Дядя Стёпа — Милиционер» (1964)
- «Левша» (1964)
- «Как один мужик двух генералов прокормил» (1965)
- «Пастушка и трубочист» (1965)
- «Поди туда, не знаю куда» (1966)
- «Шесть Иванов — шесть капитанов» (1967)
- «Легенда о злом великане» (1967)
- «Белая шкурка» (1968)
- «Осторожно, щука!» (1968)
- «Жадный Кузя» (1969)
- «Пластилиновый ёжик» (1969)
- «Сказка про колобок» (1969)
- «Солнечное зёрнышко» (1969)
- «Мой друг Мартын» (1970)
- «Генерал Топтыгин» (1971)
- «Золочёные лбы» (1971)
- «Самый младший дождик» (1971)[5]
- «Аве Мария» (1972)
- «Не спеши» (1972)
- «Айболит и Бармалей» (1973)
- «Митя и Микробус» (1973)
- «Волшебник Изумрудного города» (1973)
- «Приключения Мюнхгаузена. Чудесный остров» (1974)
- «Приключения Мюнхгаузена. Павлин» (1974)
- «Слоно-дило-сёнок» (1975)
- «Бумеранг» (1976)
- «Жила-была курочка» (1977)
- «Одна лошадка белая» (1977)
- «Солнышко на нитке» (1977)
- «Праздник непослушания» (1977)
- «Вагончик» (1978)
- «Премудрый пескарь» (1979)
- «Салют, Олимпиада!» (1979)
- «Где же медвеженок?» (1979)
- «Приезжайте в гости» (1979)
- «Камаринская» (1980)
- «Котёнок по имени Гав (выпуск 4)» (1980)
- «Хитрая ворона» (1980)
- «Кот Котофеевич» (1981)
- «Ничуть не страшно» (1981)
- «Так сойдёт» (1981)
- «Тигрёнок на подсолнухе» (1981)
- «У попа была собака» (1982)
- «Волчище — серый хвостище» (1983)
- «Змей на чердаке» (1983)
- «А что ты умеешь?» (1984)
- «Дом, который построили все» (1984)
- «Медведь — липовая нога» (1984)
- «Разрешите погулять с вашей собачкой» (1984)
- «Дереза» (1985)
- «Пантелей и пугало» (1985)
- «Перфил и Фома» (1985)
- «Когда песок взойдёт» (1986)
- «Весёлая карусель № 18. Под ёлкой» (1986)
- «Возвращение блудного попугая (Выпуск 2)» (1987)
- «Шурале» (1987)
- «Седой медведь» (1988)
- «Котёнок с улицы Лизюкова» (1988)
- «Лев и девять гиен» (1988)
- «Два богатыря» (1989)
- «Когда-то давно» (1990)
- «Крылатый, мохнатый да масляный» (1990)
- «Иван-Царевич и серый волк» (1991)
- «Весёлая карусель. № 31. Кисточка» (2000)
- «Утро попугая Кеши» (2002)
- «Новые приключения попугая Кеши» (2005)
- «Попугай Кеша и чудовище» (2006)